# August Winkel
August Winkel (* 20. September 1902 in Horn; † 5. Januar 1968 in Bad Godesberg) war ein deutscher Chemiker und Aerosolexperte.

## Leben
Nach seinem Abitur in Detmold und einem Chemiestudium an den Universitäten in Göttingen und Graz promovierte August Winkel 1930 in Göttingen. Mit seinem Doktorvater Gerhart Jander, bei dem er zuvor drei Jahre lang Privatassistent war, wechselte er 1933 an das Kaiser Wilhelm Institut für Physikalische Chemie und Elektrochemie. 1935 wurde er Leiter der anorganischen und kolloidchemischen Abteilung des Instituts. Zusätzlich zu seiner Abteilungsleitung am Kaiser Wilhelm Institut wurde Winkel 1939 zum außerordentlichen Professor für Chemie an der Technischen Hochschule Berlin ernannt. Sein Arbeitsschwerpunkt waren chemische Kampfstoffe. Nach dem Zweiten Weltkrieg war Winkel mehrere Jahre lang Laborleiter der Ahlmann-Carlshütte. Im April 1953 wurde er Leiter des Staubforschungsinstitutes des Hauptverbandes der gewerblichen Berufsgenossenschaften. Arbeitsschwerpunkte waren unter anderem die Staubbekämpfung am Arbeitsplatz und die Bekämpfung von Aerosolen. Parallel dazu war er ab Januar 1957 Schriftleiter der Schriftenreihe Staub bzw. der Zeitschrift Staub – Reinhaltung der Luft. Zum Jahresende 1967 trat er in den Ruhestand.
Winkel trat am 1. Februar 1931 der NSDAP bei (Mitgliedsnummer 447.153). Am 1. Oktober 1932 wurde er außerdem Mitglied der SS (SS-Nummer 44.657), bei der er bis 1939 zum Obersturmführer aufstieg. Daneben war er Mitglied im Nationalsozialistischen Deutschen Dozentenbund, in der NSV und im Reichsluftschutzbund. Nach dem Krieg gehörte er den Beiräten der VDI-Fachgruppe Staubtechnik sowie der Kommission Reinhaltung der Luft an. Er war in verschiedenen Arbeitskreisen der Europäischen Gemeinschaft für Kohle und Stahl und beratend für die Deutsche Forschungsgemeinschaft tätig.

## Veröffentlichungen (Auswahl)
- August Winkel: Über Methoden, die zur Aufklärung von Aggregationsvorgängen in Lösungen amphoterer Oxydhydrate dienen – Ihre Anwendung auf Lösungen von Ferrisalzen. Dissertationsschrift. 1931.
- August Winkel, Gerhart Jander: Schwebstoffe in Gasen – Aerosole. Enke Verlag, Stuttgart 1934.
- August Winkel, Erwin Walter: Staub am Arbeitsplatz. Beuth Verlag, Berlin 1964.